# Phạm Viết Chánh

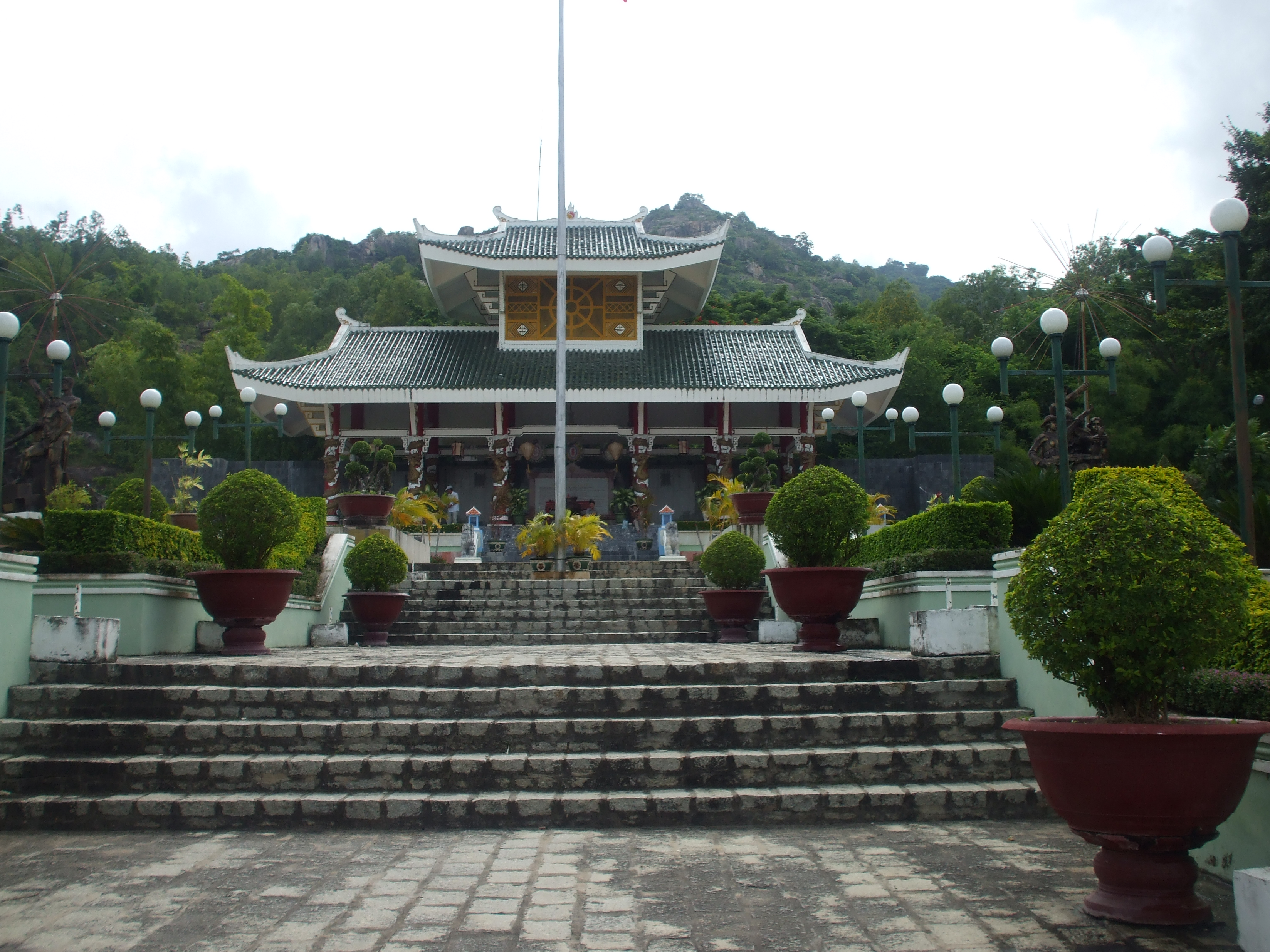
Đài tưởng niệm Anh hùng Liệt sĩ (Núi Sam, Châu Đốc), nơi có những dòng sử bi tráng nói về việc mất thành Châu Đốc.

Phạm Viết Chánh, hay Phạm Hữu Chánh hoặc Phạm Chánh (1824 - 1886), là một danh sĩ và là quan nhà Nguyễn trong lịch sử Việt Nam.

## Cuộc đời
Ông sinh năm Giáp Thân (1824) tại làng Lương Mỹ (tục gọi Mỹ Lồng), huyện Bảo Hựu, phủ Hoằng Trị, tỉnh Vĩnh Long (nay là xã Mỹ Thạnh, huyện Giồng Trôm, tỉnh Bến Tre).
Gia cảnh của ông không được rõ, chỉ biết vào năm Bính Ngọ 1846 ông đỗ Cử nhân, được bổ làm quan ở Gia Định, từng trải qua cuộc kháng chiến gian khổ chống thực dân Pháp trong suốt các năm 1859 - 1862.
Sau Hòa ước Nhâm Tuất ngày 5 tháng 6 năm 1862, triều đình Huế giao cho Pháp ba tỉnh miền Đông gồm: Biên Hoà, Gia Định, Định Tường và đảo Côn Lôn; ông bị điều động ra Huế làm việc, thăng dần đến chức Ngự sử đạo Hải Yên.
Năm Giáp Tý 1864, Phạm Viết Chánh xin trở vào Nam Kỳ lo việc mộ dân khẩn ruộng ở ba tỉnh miền Tây, cốt để xây dựng cơ sở chống Pháp; và ông được triều đình bổ nhiệm làm Doanh điền sứ tỉnh An Giang.
Năm Bính Dần (1866) ông chuyển sang làm Án sát tỉnh An Giang. Vì thế dân chúng vùng miền này quen gọi ông là "Cụ Án Doanh điền". Ngày 28 tháng 3 năm Đinh Mão (1867), không muốn hài cốt thầy Võ Trường Toản nằm lại trong vùng Pháp chiếm (Gia Định), Phạm Viết Chánh cùng với một số sĩ phu ở Gia Định, trong đó có Phan Thanh Giản, Nguyễn Thông, Trương Gia Hội... đã cải táng thầy về làng Bảo Thạnh, nay thuộc xã Bảo Thạnh, huyện Ba Tri, tỉnh Bến Tre.
Nhưng cũng năm này, vào ngày 20 tháng 6, quân Pháp tiến chiếm Vĩnh Long. Hôm sau, ngày 21 rạng 22 tháng 6 (tức đêm 20 rạng 21 tháng 5 năm Đinh Mão) Pháp đưa tàu chiến đến Châu Đốc, bắt buộc ông, Tuần phủ Nguyễn Xuân Ý và Bố chính Nguyễn Hữu Cơ phải nạp thành trì...
Để mất tỉnh An Giang, vào ngày 25 tháng 3 năm Mậu Thìn (17 tháng 4 năm 1868) cả ba ông đều bị triều đình "ghép vào luật đánh một trăm roi, đày đi xa ba nghìn dặm". Nhưng bản án dành cho Phạm Viết Chánh không thi hành được, vì lúc bấy giờ ông đang lâm bệnh nặng, nên được ở lại quê nhà để điều trị và ông đã xin ở ẩn luôn.
Ngày 22 tháng Giêng năm Bính Tuất (tức 25 tháng 2 năm 1886), ông mất ở Mỹ Lồng (Bến Tre), thọ 62 tuổi.

## Nhận xét
Trước 1975, GS Trịnh Vân Thanh viết: 
Không những có tài văn chương, Phạm Viết Chánh còn là một nhà cai trị thanh liêm và đức độ. Thương tiếc đại thần Phan Thanh Giản đã hết lòng vì nước vì dân, mà đến giờ phút lâm chung vẫn không quên điều tiết nghĩa của kẻ sĩ phu... ông đã viết câu ai điếu và một bài thơ khóc cho người trung liệt:
Trích thơ:
Điếu Lương Khê
Phan công tiết nghĩa sánh cao dày,
Thương bấy vì đâu khiến chẳng may.
Hết dạ giúp vua trời đất biết,
Tan mình vì nước quỷ thần hay.
Tuyệt lương một tháng, cây xanh mặt
Bị trách ba phen, lửa đỏ mày.
Chỉ sợ sử thần biên chẳng rõ,
Tấm lòng ấm ức phải thày lay.

## Tưởng nhớ
Nguyễn Liên Phong, tác giả Điếu cổ hạ kim có thơ viết về ông:
Cuộc đời dâu bể nghĩ thon von,
Chạnh nhớ người xưa tiếng hãy còn.
Ngòi viết chẳng rời bên dĩa mực,
Mão đai từng dựa chốn đài son.
Vẹn tròn ngay thảo niềm tôi chúa,
Đông đảo sang giàu phận rể con.
Hoằng Trị gương thơm ngời dấu để
Lâu dài phước đức sánh tày non.
Trong Văn Thánh Miếu Vĩnh Long ở tại làng Long Hồ, tổng Long An, huyện Vĩnh Bình, nay thuộc Phường 4, thành phố Vĩnh Long; ở gian bên hữu thờ các đại thần, trong số đó có tên Phạm Viết Chánh.